# Zoelfia Zabirova
Zoelfia Chasanovna Zabirova (Kazachs en Russisch: Зульфия Хасановна Забирова) (Tasjkent, 19 december 1973) is een Kazachse voormalige professionele wielrenner, die onder meer een gouden medaille won op de tijdrit tijdens de Olympische Zomerspelen 1996 (toen nog namens Rusland). Tevens won ze in 2002 de wereldtitel tijdrijden. In 2009 beëindigde ze haar actieve wielercarrière. Vanaf 2012 was ze algemeen manager van diverse vrouwenploegen.

## Biografie
Zabirova werd geboren in de Sovjetstaat Oezbekistan. In 1993, twee jaar na het uiteenvallen van de Sovjet-Unie, verhuisde ze naar Rusland en ging wonen in Rostov aan de Don. Het motief voor haar immigratie was volgens haar dat de nieuwe islamitische regering van Oezbekistan vijandig tegenover vrouwen in de sportwereld stond. In 1996 won ze goud namens Rusland op de Olympische Spelen in Atlanta.
In 2005 verkreeg ze de Kazachse nationaliteit en kondigde aan voortaan voor het Kazachse team uit te komen. Ze verhuisde naar Kazachstan om, volgens eigen zeggen, betere trainingsomstandigheden te krijgen en dichter bij haar geboorteland Oezbekistan te zijn.
In 2012 en 2013 leidde Zabirova de vrouwenploeg van het Russische RusVelo, in 2014 de Italiaanse ploeg Astana-BePink en van 2015 tot en met 2020 was ze algemeen directeur van de vrouwenploeg van Astana.

## Erelijst
1996
 Olympische tijdrit
 Russisch kampioenschap tijdrijden
 Russisch kampioenschap op de weg
GP Kanton Zürich
2e etappe van de Tour Cycliste Feminin
3e Tour du Finistère
6e in Olympische Spelen, wegwedstrijd, Elite
1997
3e UCI Puntenranglijst 1997
 Russisch kampioenschap op de weg
 bij de WK Tijdrijden
2e etappes, Tour Cycliste Feminin
Eindklassement en etappewinst, Etoile Vosgienne
Eindklassement en etappewinst, Trois Jours de Vendée
Chrono der Herbiers (tijdrit)
Etappewinst, Tour de Finistère
2e Chrono Champenois (tijdrit)
2e GP des Nations (tijdrit)
3e eindklassement en 2 maal etappewinst, Women's Challenge
2e Thrift Drug Classic
3e eindklassement, Grazia Tour
1998
8e UCI Puntenranglijst 1998
 WK Tijdrijden
WB-wedstrijd GP Tell
GP des Nations (tijdrit)
Josef Voegeli Memorial
Etappewinst, Tour Cycliste Feminin
4e eindklassement, Thüringen-Rundfahrt der Frauen
1999
7e UCI Puntenranglijst 1999
Eindklassement Tour de Suisse Féminin
5e eindklassement en etappewinst, Giro d'Italia Femminile (cat. 1)
3e eindklassement en etappewinst, Women's Challenge
2000
15e UCI Puntenranglijst 2000
 Russisch kampioenschap tijdrijden
Eindklassement Tour de Suisse Féminin
5e eindklassement en 2 maal etappewinst, La Grande Boucle Féminine (cat. 1)
7e olympische wegrit, Sydney
2001
Geen deelname
2002
10e UCI Puntenranglijst 2002
 WK Tijdrijden, Valkenburg aan de Geul
Eindklassement Thüringen-Rundfahrt der Frauen
GP Carnevale d'Europa (cat. 2)
Chrono Champenois-Trophee Europeen (cat. 2)
2 etappes gewonnen, La Grande Boucle Féminine (cat. 1)
Etappewinst, Giro della Toscana (cat. 1)
7e Algemeen, Giro d'Italia Femminile
9e GP Suisse (SUI) féminin World Cup
2003
9e UCI Puntenranglijst 2003
 WK Tijdrijden
Eindklassement en 2 etappes gewonnen, Castilla y Leon (cat. 1)
WB-wedstrijd Primavera Rosa
2 etappes gewonnen, La Grande Boucle Féminine (cat. 1)
4e in Eindklassement Trophée d'Or (cat. 2)
10e in eindklassement Wereldbeker
2004
7e UCI Puntenranglijst 2004
 WK Tijdrijden
12e WK op de weg
WB-wedstrijd Ronde van Vlaanderen
WB-wedstrijd Primavera Rosa
Eindklassement Thüringen-Rundfahrt der Frauen
8e olympische tijdrit, Athene
10e eindklassement en etappewinst, Giro d'Italia Femminile (cat. 1)
5e in eindklassement Wereldbeker
2005
 Kazachs kampioenschap tijdrijden
 Kazachs kampioenschap op de weg
6e WK Tijdrijden
Etappewinst, Giro di San Marino (cat. 2)
Etappewinst, Giro d'Italia Femminile (cat. 1)
2008
3e en 7e etappe Tour de l'Aude
10e op de olympische wegrit, Peking.
1996: Zoelfia Zabirova ·
2000: Leontien van Moorsel ·
2004: Leontien van Moorsel ·
2008: Kristin Armstrong ·
2012: Kristin Armstrong ·
2016: Kristin Armstrong ·
2020: Annemiek van Vleuten ·
2024: Grace Brown ·